# SN 1999J
SN 1999J – supernowa typu Ia-pec odkryta 17 stycznia 1999 roku w galaktyce A053532-6929. Jej maksymalna jasność wynosiła 17,00m.